# ワイルド・ライフ (1984年の映画)
『ワイルド・ライフ』（原題: The Wild Life）は、1984年製作のアメリカ合衆国の青春コメディ。日本未公開。ビデオスルーで発売された。

## 概説
キャメロン・クロウ製作・脚本、アート・リンソン監督。クリス・ペン、エリック・ストルツ、リー・トンプソン、ジェニー・ライトら1980年代の新進俳優を起用した青春映画。

## スタッフ
- 監督：アート・リンソン
- 製作・脚本： キャメロン・クロウ
- 撮影：ジェームス・グレノン
- 音楽：エドワード・ヴァン・ヘイレン、ドン・ランディ

## キャスト
- クリス・ペン
- エリック・ストルツ
- リー・トンプソン
- リック・モラニス
- シェリリン・フェン
- ジェニー・ライト
- イラン・ミッチェル=スミス